# Cardenal de la Torre (Metro de Quito)
Cardenal de la Torre es la cuarta estación del Metro de Quito, que funciona como parte de la línea 1. El predio se encuentra bajo el parque del Calzado (del que toma su nombre), en la confluencia de la avenida Cardenal de la Torre y la calle Vicente Reyes, en la parroquia San Bartolo. Al inicio fue llamada "Estación El Calzado" pero la empresa Metro de Quito resolvió cambiar su nombre para que la ciudadanía la ubique con mayor facilidad.

## Historia
La estación inició su construcción el 10 de mayo de 2016, con el cerramiento del perímetro de la obra con una malla verde. La obra estuvo a cargo del consorcio hispanobrasilero Acciona-Odebrecht.

## Accesos
Vestíbulo Cardenal de la Torre
- Cardenal de la Torre Parque Cardenal de la Torre.
- Ascensor Parque Cardenal de la Torre.